# Шеркулов, Асан
Аса́н Шерку́лов (кирг. Асан Шеркулов; 1905 год, с. Сары-Булак — 1954 год, с. Ооган-Талаа) — председатель колхоза имени Чкалова Ачинского района Джалал-Абадской области, Киргизская ССР. Герой Социалистического Труда (1948).

## Биография
Родился в 1905 году в крестьянской семье в селе Сары-Булак (ныне — Базар-Коргонский район Джалал-Абадской области).
С 1925 года занимался преподавательской деятельностью. С 1929 года — на партийной работе.
Участник Великой Отечественной войны.
В 1945 году избран председателем колхоза имени Чкалова Ачинского района.
Вывел колхоз в число передовых сельскохозяйственных предприятий Джалал-Абадской области. Указом Президиума Верховного Совета СССР от 15 сентября 1948 года удостоен звания Героя Социалистического Труда с вручением ордена Ленина и золотой медали «Серп и Молот».
Скончался в 1954 году.